# Pedro Arnaldo Arrate González
Pedro Arnoldo Arrate González nació en Santiago de Cuba el 31 de octubre de 1934. En 1955 se gradúa de pintura y en 1956 de escultura en la Escuela Provincial de Artes Plásticas “José Joaquín Tejada” de Santiago de Cuba. 
Se desempeña desde 1959 a 1970 como profesor de dibujo de la Escuela Provincial de Artes Plásticas “José Joaquín Tejada”, Santiago de Cuba. Entre 1983 y 1984 fue profesor del Curso de diseño gráfico, en Oaxaca e impartió clases magistrales de diseño gráfico en la Universidad Veracruzana. Murió en Santiago de Cuba el 3 de febrero de 1988.

## Exposiciones Personales
- En 1956 exhibe su primera muestra, Exposición personal de Pedro Arrate, Santiago de Cuba.
- En 1965 Exposición Arrate, Galería Oriente.
- En 1984 Exposición IV Semana de la Cultura Santiaguera, Santiago de Cuba, entre otras.

## Exposiciones Colectivas
Entre sus exposiciones colectivas se destacan:
- En 1955 el IV Salón de Artes Plásticas de Oriente. Galería de Artes Plásticas, Santiago de Cuba,
- En 1959 el Salón Anual 1959 de Pintura, Escultura y Grabado, Museo Nacional de Bellas Artes, La Habana.
- En 1971 Salón Nacional de Carteles “26 de Julio” y Muzeum Plakatu w Wilanowie (Museo del Cartel de Wilanow), Varsovia, Polonia.
- En 1973 "Bilder frân Cuba" (Pintores Contemporáneos de Cuba). Liljevalch, Estocolmo, Suecia
- En 1983 "Cuban Poster Art" A Retrospective 1961 1982. Westbeth Gallery, Nueva York, EE. UU.
- En 1984 participa en la 9/10 th International Poster Biennale Warsaw 1984. Galería Zaçheta, Varsovia, Polonia.

## Premios
- En los años 1957, 1959, 1961, 1963, 1965 y 1972 fue Primer Premio. Concurso de Cartel Carnaval de Santiago de Cuba.
- En 1970 Premio de Adquisición. Salón 70, Museo Nacional de Bellas Artes, La Habana.
- En 1981 fue acreedor de la Distinción por la Cultura Nacional otorgada por Consejo de Estado de la República de Cuba.
- En 1985 obtuvo el Premio en Pintura. VII Salón Provincial de Artes Plásticas UNEAC, Galería Santiago.

## Obras en Colección
Sus principales colecciones se presentan en:
- El Museo Bacardí, Santiago de Cuba, Cuba.
- El Museo Nacional de Bellas Artes, La Habana, Cuba.

- Datos: Q6068201